# Rumobservatorium
Et rumobservatorium eller en astronomisatellit er et observatorium i rummet. Jordens atmosfære blokerer for de fleste elektromagnetiske bølgelængder, så observationer i disse bølgelængder kræver et rumobservatorium.
Rumobservatorier virker bedst med stor afstand til Jorden, men af opsendelses- og kommunikationsmæssige årsager er disse ofte tæt på Jorden. På det seneste sendes mange rumobservatorier ud til Lagrange-punkter, hvor de ikke forstyrres af Jorden og "kun" er 1,5 mio km væk.

## Gamma
Gammastråling ( Bølgelængde {\displaystyle \lambda } < 0,1 Å) dannes ved subatomare processer eller f.eks. stof-antistofannihilation. Astronomisk er gammaglimt interessante, men på grund af den korte varighed, kræves der hurtige reaktioner. Udsendes af hurtigroterende pulsarer og af stof, der rammes af kosmisk stråling(c-beams).
Gammastråling kan ikke afbøjes og kan derfor ikke fokuseres. Gammastråling bremses ved indtrængen i et fast stof, og der udsendes et lysglimt. Denne scintillationstæller kan ikke bestemme retningen, men det kan et gnistkammer. Gammafotonen kan spontant omdannes til et elektron-positronpar, og da disse har ladning, kan de tiltrækkes af anoder/katoder. Banerne kan bestemmes og retningen indenfor en grad kan opnås.
- COS-B, Celestial Observation Satellite — ESRO, 1975-82. 37h orbit
- HEAO-3, High Energy Astronomical Observatory — NASA, 1979.
- Granat — sovjetisk, 1989.
- Gamma — sovjetisk, 1990.
- Compton Gamma Ray Observatory (CGRO), — NASA, 1991-2000. 96min orbit, en del af NASA's Great Observatories program
- INTEGRAL, INTErnational Gamma-Ray Astrophysics Laboratory — ESA, 2002-. 72h orbit.
- Swift — NASA, 2004-. 90min orbit.

## Røntgen
Røntgenstråling (0,1 Å < {\displaystyle \lambda } < 100 Å) udsendes af stof, der falder ind mod sorte huller. Temperaturerne er i størrelsesorden 100 millioner grader.
Røntgenstråling kan afbøjes få grader i rørformede spejle og kan derved fokuseres. Afstanden mellem teleskopets spejl og detektoren skal være urimelig stor for en rimelig opløsning. Første røntgensatellitter havde kollimatorer, der begrænsede detektorens udsyn. Det blev brugt til en undersøgelse af himlen i røntgenområdet. Detektoren er en slags Geiger-Müller-tæller, der kan måle røntgenstrålingens frekvens og intensitet.
- Ariel 1 — britisk, 1962.
- Kosmos 166 — sovjetisk, 1967.
- Kosmos 215 — sovjetisk, 1968.
- Uhuru (frihed), Explorer 42 — NASA, 1970-73.
- Skylab — NASA, 1973-79. 93min orbit.
- Ariel 5 — britisk, 1974.
- Explorer 53 — NASA, 1975.
- HEAO-1, High Energy Astronomical Observatory — NASA, 1977.
- HEAO-2 Einstein, High Energy Astronomical Observatory — NASA, 1978.
- Solar Maximum Mission — NASA, 1980.
- Exosat — ESA, 1983-86. 90h orbit
- Tenma (Pegasus), Astro-B — ISAS, 1983.
- Ginga (galakse), Astro-C — ISAS, 1987.
- Granat — sovjetisk, 1989.
- ROSAT, ROentgen SATellite — DLR, 1990.
- Gamma — sovjetisk, 1990.
- Yohkoh (solstråle), Solar-A – ISAS, 1991.
- Asuka (flyvende fugl), Astro-D — ISAS, 1993.
- XMM-Newton, X-ray Multi Mirror — ESA, 1999-. 48h orbit
- Chandra (tidligere AXAF), Advanced X-ray Astrophysical Facility — NASA, 1999-. 64h orbit
- Suzaku (rød fugl fra Syden), Astro-E2 — ISAS, 2005.
- XEUS, X-ray Evolving Universe Spectroscopy — ESA, 2015. L2

## Ultraviolet
Ultraviolet stråling (100 Å < {\displaystyle \lambda } < 4.000 Å) udsendes primært af de varmeste stjerner (80.000 °C), spektralklasse W, og af supernovarester. Andre stjerner udsender ligeledes UV-stråling.
Nær-UV bruger CCD-kameraer med UV-filtre og fjern-UV anvender billedforstærkere efter Geiger-Müller-princippet. UV-fotoner udløser elektroner der rammer en fosforiserende plade.
- Kosmos 166 — sovjetisk, 1967.
- Kosmos 215 — sovjetisk, 1968.
- OAO-3 Copernicus, Orbiting Astronomical Observatory — NASA, 1972.
- Skylab — NASA, 1973-79.
- IUE, International Ultraviolet Explorer — NASA/ESA, 1978-96. 24h orbit
- Solar Maximum Mission — NASA, 1980.
- Astron — sovjetisk, 1983.
- Hubble-teleskopet — NASA, 1990-. 96min orbit
- EUVE, Extreme UltraViolet Explorer — NASA, 1992.
- SOHO, SOlar and Heliospheric Observatory — ESA, 1995-. L1
- FUSE, Far Ultraviolet Spectroscopic Explorer — NASA, 1999-. 100min orbit

## Synligt lys
Synligt lys (4.000 Å < {\displaystyle \lambda } < 8.000 Å) udsendes af normale stjerner, spektralklasser O til M, og andet plasma. Synligt lys reflekteres af støvskyer og planeter.
Lufturoen i atmosfæren generer jordbaserede teleskoper og Solen, skyer og Månen er ligeledes et problem.
- Hipparcos, HIgh Precision PARallax COllecting Satellite — ESA, 1989-93.4d orbit
- Hubble-teleskopet — NASA, 1990-.
- SOHO, SOlar and Heliospheric Observatory — ESA, 1995-. L1
- COROT, COnvection ROtation and planetary Transits — ESA, 2006-.100min orbit
- Kepler — NASA, 2009. heliocentric orbit.
- Gaia — ESA, 2013. L2
- Darwin — ESA, 2015. L2
- Terrestrial Planet Finder — NASA, 2015. L2

## Infrarød
Infrarød stråling (8.000 Å < {\displaystyle \lambda } < 0,1 mm) udsendes af objekter med temperaturer fra 10 °C over det absolutte nulpunkt til 750 °C. Dværgstjerner, døde stjerner, mislykkede stjerner, støvskyer og ikke-stellare objekter i Solsystemet ses i IR-lys.
Rumobservatoriers egentemperaturer ligger indenfor IR-området. IR-teleskoper i mellem-IR skal nedkøles med flydende helium, en begrænsende ressource. Nær-IR bruger CCD-kameraer med IR-filtre og fjern-IR måles med mikrobølgemodtagere.
- IRAS, InfraRed Astronomical Satellite — NASA, 1983.
- Hubble-teleskopet — NASA, 1990-.
- ISO, Infrared Space Observatory — ESA, 1995-98. 24h orbit
- Spitzerteleskopet (SIRTF) — NASA, 2003-. Heliocentric orbit
- Akari (lys), ASTRO-F — JAXA, 2006-07.
- Herschel — ESA, 2009. L2
- James Webb Space Telescope, NGST — NASA/ESA, 2018. L2

## Mikrobølge
(0,1 mm < {\displaystyle \lambda } < 1 cm) Universets temperatur er 2,7 °C over det absolutte nulpunkt. Det er varmen fra Big Bang der er blevet strakt, pga. universets udvidelse.
- COBE, COsmic Background Explorer — NASA, 1989. 103min orbit.
- WMAP, Wilkinson Microwave Anisotropy Probe — NASA, 2001. L2
- Planck-satellitten — ESA, 2009. L2

## Radio
Intet i Universet er så koldt, at det udsender radiostråling (1 cm < {\displaystyle \lambda } < 30 m). Elektroner, der bevæger sig i magnetfelter udsender synkronotronstråling og brint, der skifter spin, udsender 21 cm-stråling.
Atmosfæren er transparent for de fleste radiobølger og generes ikke af Solen, skyer eller Månen. Et radioteleskop i rummet kan begrundes med interferometri, hvor to teleskoper langt fra hinanden, men i fase, giver en opløsning svarende til et teleskop med en diameter på størrelse med de to teleskopers afstand.

Radiostøj fra menneskeskabte apparater kan også undgås langt fra Jorden.
- Explorer 49 — NASA, 1973. udnyttede Månen til at blokere for radiostøj
- Radio Astron — planlagt sovjetisk radioteleskop, 1992.
- Haruka (langt væk) — ISAS, 1997

## Ikke-fotonbaseret astronomi

### Ladede partikler
Solen udsender protoner, elektroner, positroner og andre ladede partikler. Disse afbøjes af Jordens Van Allen-bælter.
Hårde krystaller som diamant, safir og kvarts udsættes i 28 måneder for solvinden. De ladede partikler penetrerer materialet og krystallerne returneres til Jorden.
- Genesis — NASA, 2001-2004. L1

### Tyngdebølger
Neutronstjerner der kolliderer, folder rumtiden. Tyngdekraft udveksles i teorien ved hjælp af gravitoner.
Rumfartøjer vil flyttes uens af en eventuel tyngdebølge.
- LISA, Laser Interferometry Satellite Antenna — ESA, 2014. L4